# モノアラガイ
モノアラガイ（物洗貝）、学名 Radix auricularia japonica は、有肺目モノアラガイ科に分類される巻貝の一種。また、広義にはモノアラガイ科の種の総称。一般的にはモノアラガイ科やサカマキガイ科などの淡水域に産する小型貝類をまとめて「モノアラガイ」と呼ぶこともあるが、厳密には誤りである。なお、記載者のジェイ ( J.C.Jay ) はアメリカの貝類学者である。

## 形態
殻高、殻幅20mm前後の卵円形。殻は薄質で、薄茶色～飴色でやや透明感があるが、模様や彫刻はなく、成長脈があるのみである。また、殻口は広く、殻高の八割前後にも及ぶが、相対的に螺塔はとても低い。軟体は黒い斑模様があり、殻の上からでも透けて見えるため、生時は一見殻に模様が在るかの様である。その他軸唇は広く、また捩れ、臍孔はない。蓋もない。

## 生態
落ち葉や藻類、死骸などを食べ、食性の幅は広い。雌雄同体で他個体と交尾し、寒天質の袋に入った数個から数十個の卵を水草や石などに6月頃から産み付ける。卵は2-3週間で孵化し、2-3ヶ月程で成熟、繁殖し、繁殖力は比較的強いとされる。
水面を逆さになって這うという行動を、日常的に行うことが知られている。

## 分布・生息環境
北海道から九州の日本各地と朝鮮半島に分布する。淀んだ小川やため池、水田、沼や池などのやや富栄養化の進んだ止水・半止水域に生息する。

### 個体数の減少
- 準絶滅危惧（NT）（環境省レッドリスト）

- 県別レッドリスト
  - 絶滅危惧II類 - 富山県
  - 準絶滅危惧 - 新潟県・長野県・群馬県・埼玉県・千葉県・静岡県・愛知県・三重県・福井県・鳥取県・鹿児島県
  - 情報不足 - 広島県
  - その他 - 大阪府（要注目種）

数十年前までは普通種とされていたが、極端に富栄養化や汚染が進んだ場所では生息できないこと、サカマキガイやハブタエモノアラガイなどの移入種との競合、圃場整備や河川改修による環境の変化などの理由により激減した。
日本の環境省が作成した貝類レッドリストでは、2000年改訂版から「準絶滅危惧（NT）」として掲載された他、14府県で絶滅危惧種として名が挙がっている。

## 利用
田圃などの身近な環境に生息するため、古くから人間に親しまれてきたが、食用には適さず、特に利用法はない。またその広い食性からアクアリウムのタンクメイトとして残餌の処理や苔取りなどに利用されることもあるが、逆に殖え過ぎて水草などを食害することもある。アクアリストの間では「スネール」と呼ばれ、忌み嫌われる存在となることもある。ただしこれらの場合、多くは狭義のモノアラガイではなく広義のモノアラガイ、特にヒメモノアラガイやサカマキガイの事を指してモノアラガイとしている場合が殆どで、実際に狭義のモノアラガイがアクアリウム内でタンクメイトとして利用されたり、爆発的に繁殖したりすることはあまりないと思われる。
その他、ヘイケボタルやガムシの幼虫の餌となるが、やはり飼育下では、サカマキガイやヒメモノアラガイを与えることが多い。

## 近似種
モノアラガイ科の種でモノアラガイに近似する種は多い。しかし、外観の変異や大きさなどから殻だけでは分類が困難であるため、正確な同定には軟体部の解剖などが必要とされる。そのため、あまり研究は進んでおらず分類は混迷している。また、外来種の近似種も多く、在来種との交雑などを引き起こし、より一層種の区別を困難、複雑にしているものと思われる。
その他、サカマキガイ科のサカマキガイや、オカモノアラガイ科のオカモノアラガイなどにもやや似るが、こちらの区別は容易である。

### 在来種
在来種では主に以下の様な近似種が知られる。
ヒメモノアラガイ Austropeplea ollula (Gould,1859)
全国的に広く分布し、モノアラガイよりも汚染等の環境の変化に強い。殻高10～15mm、殻幅8mm前後。モノアラガイよりも螺塔が高く、細身。また、軸唇は広いが捩れない。
イグチモノアラガイ Radix auricularia (Linnaeus, 1758)
モノアラガイと同種とされることも多い。北極圏に広く分布し、日本では北海道に分布する。モノアラガイと比べ殻口がさらに広く、殻高と同程度の大きさとなることで異なる。
タイワンモノアラガイ R. a. swinhoei H.Adams, 1866
モノアラガイと同種とされることもある。南西諸島以南、台湾に分布。殻高10～15mm 殻幅8mm前後。モノアラガイよりも細身で、むしろヒメモノアラガイに似る。
ハマダモノアラガイ R. hamadai Habe, 1968
大分県の一部にのみ分布し、既に絶滅したとも考えられる。絶滅危惧I類。殻高は5mm前後で体層が非常に大きく、螺塔はとても低い。生息地などからモノアラガイとの判別は容易。非常に局地的な生息地などから外来種とも考えられる。
オウミガイ R. onychia
琵琶湖固有種。滋賀県と京都府で記録がある。府内では琵琶湖疏水と宇治川で記録されているが近年記録されておらず絶滅したものと思われる。

### 外来種
外来種の近似種も多い。下記に主な種を挙げるが、下記種以外にもかなり多くの種が移入しているものと思われ、また、在来種との交雑などを引き起こしていると考えられる。
ハブタエモノアラガイ Pseudosuccinea columella (Say, 1817)
東北以南から中国、四国地方に広く分布。日本国外ではアメリカなどに分布する。殻高10mm前後、殻幅5mm前後で、モノアラガイに比べかなり細長く、殻表の成長脈は明瞭である。また、臍孔がある点でも異なる。
コシダカヒメモノアラガイ Lymnaea truncatula (Mueller, 1774)
ヨーロッパ原産で1940年前後に水草などに伴い移入したとされる。日本各地に分布するが、近年は減少傾向にある。殻高5mm、殻幅2mm前後で螺塔はモノアラガイに比べ高く、殻高の5割ほど。また、ヒメモノアラガイとも類似するが、より螺塔が高いことや、殻表に僅かな成長脈を刻むことなどから見分けられる。